# Energetyka w Serbii

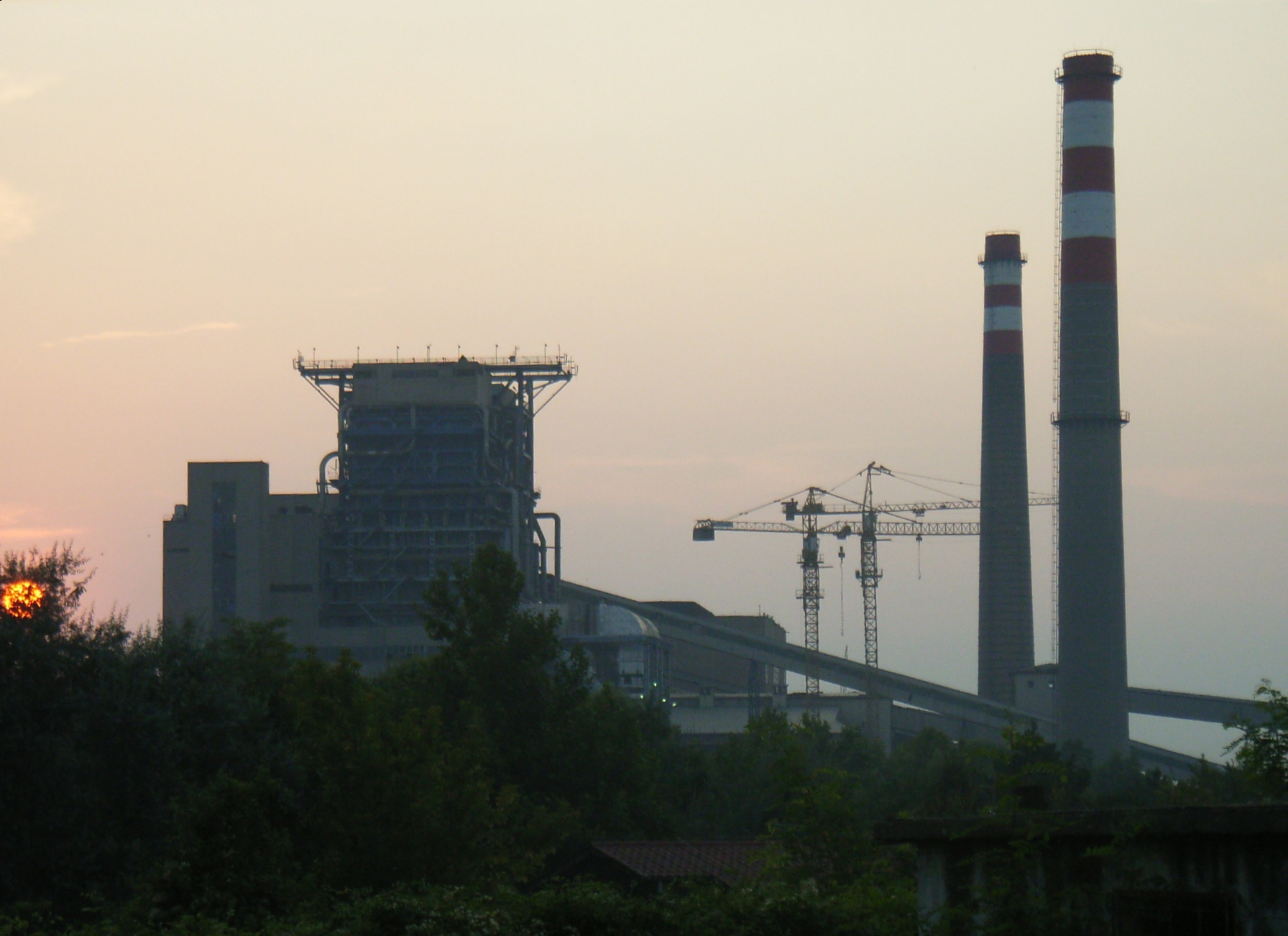
Kostolac A – elektrownia cieplna na węgiel brunatny

Energetyka w Serbii – w 2014 Serbia była importerem energii netto, pokrywając w ten sposób ok. 28% zużywanej energii. Importowała przede wszystkim gaz ziemny, ropę naftową i energię elektryczną. Podstawowym surowcem energetycznym do wytwarzania energii elektrycznej jest węgiel brunatny i woda. Serbia jest członkiem Wspólnoty energetycznej.

## Wskaźniki ogólne i bilans
W 2014 Serbia wyprodukowała 9,44 Mtoe energii i zaimportowała 3,72 Mtoe. Emisja ditlenku węgla wyniosła przy tym 38,11 Mt (5,35 t/mieszkańca). Zużycie energii per capita wyniosło 1,86 toe, w tym 4,27 MWh energii elektrycznej na mieszkańca.
Produkowanymi nośnikami energii jest przede wszystkim energia elektryczna z węgla (5,713 Mtoe), ropy naftowej (1,217 Mtoe) oraz biomasy (1,117 Mtoe). Importowane są przede wszystkim: ropa naftowa(1,883 Mtoe), gaz ziemny (1,110 Mtoe) i produkty ropopochodne (0,856 Mtoe). Eksportowane są produkty ropopochodne (0,648 Mtoe) i energia elektryczna (0,468 Mtoe).
Zużycie energii, w Mtoe, rok 2014
| Sektor                              | Węgiel | Prod. ropopochodne | Gaz ziemny | Geoterm., solar., wiatr., etc. | Biopaliwa i odpady | Prąd elektry. | Ciepło | Razem |
| ----------------------------------- | ------ | ------------------ | ---------- | ------------------------------ | ------------------ | ------------- | ------ | ----- |
| Przemysł                            | 0,278  | 0,354              | 0,387      | 0                              | 0,128              | 0,615         | 0,193  | 1,956 |
| Transport                           | 0      | 1,959              | 0,007      | 0                              | 0                  | 0,029         | 0      | 1,995 |
| Gosp. domowe                        | 0,170  | 0,042              | 0,143      | 0                              | 0,852              | 1,187         | 0,358  | 2,752 |
| Handel i usługi                     | 0,048  | 0,066              | 0,114      | 0,002                          | 0,046              | 0,393         | 0,069  | 0,737 |
| Rolnictwo i leśnictwo               | 0      | 0,098              | 0,026      | 0,004                          | 0,004              | 0,0263        | 0      | 0,157 |
| Rybołówstwo i rybactwo              | 0      | 0                  | 0          | 0                              | 0                  | 0             | 0      | 0     |
| Niewyszczególnione                  | 0      | 0                  | 0          | 0                              | 0                  | 0             | 0      | 0     |
| Zużycie nie w celach energetycznych | 0,025  | 0,406              | 0,091      | 0                              | 0                  | 0             | 0      | 0,522 |
| Razem                               | 0,521  | 2,926              | 0,766      | 0,006                          | 1,030              | 2,250         | 0,621  | 8,119 |

## Energia elektryczna
W 2014 roku w Serbii zużyto 26,158 TWh energii elektrycznej, tj. 4,27 MWh/osobę. Energetyka oparta jest przede wszystkim o elektrownie węglowe (22,166 TWh brutto) i hydroelektrownie (11,617 TWh brutto). Ponad połowę energii elektrycznej produkują dwie elektrownie cieplne spalające węgiel brunatny: Elektrownia Nikola Tesla i Kostolac.
Zużycie energii elektrycznej, rok 2014
| Sektor                 | Zużycie [TWh] |
| ---------------------- | ------------- |
| Przemysł               | 7,156         |
| Transport              | 0,336         |
| Gosp. domowe           | 13,802        |
| Handel i usługi        | 4,566         |
| Rolnictwo i leśnictwo  | 0,298         |
| Rybołówstwo i rybactwo | 0             |
| Inne                   | 0             |

Po doliczeniu strat (5,163 TWh), zużycia własnego (4,302 TWh) i importu netto (1,563 TWh), produkcja brutto energii elektrycznej wyniosła 35,623 TWh.
Główne źródła energii, rok 2013
| Rodzaj              | Moc zainstalowana [MW] |
| ------------------- | ---------------------- |
| Hydroelektrownie    | 2835                   |
| Elektrownie cieplne | 3936                   |
| Elektrociepłownie   | 353                    |
| Łącznie             | 7124                   |

Rynek energii elektrycznej podlega regulacji. Od 2004 roku część odbiorców spełniających określone warunki mogła kupować energię na wolnym rynku i giełdach, pozostali odbiorcy korzystali ze sprzedaży taryfikowanej. Od 1 stycznia 2007 roku warunkiem zakupu na wolnym rynku było zużycie roczne powyżej 3 GWh. Oznaczało to uwolnienie ok. 21% rynku (350 odbiorców). Od lutego 2008 taryfikacji podlegały jedynie gospodarstwa domowe zużywające mniej niż 200 000 kWh. Oznaczało to otwarcie 47% rynku. W 2015 na rynku działało 41 sprzedawców energii elektrycznej.
W lipcu 2015 z państwowego przedsiębiorstwa Elektroprivreda Srbije (EPS) wydzielone zostały dwie spółki zależne: operator systemu dystrybucji EPS Distribucija i EPS Snabdevanje.

### Duże elektrownie cieplne
Podstawą wytwarzania elektryczności są trzy duże elektrownie cieplne na węgiel brunatny: Nikola Tesla, Kostolac i Kolubara. Najstarszy działający blok uruchomiono w 1956. Najnowszy w 1991.
Duże elektrownie cieplne w Serbii, rok 2013
| Nazwa                             | Moc zainstalowana [MW] | Rok uruchomienia          |
| --------------------------------- | ---------------------- | ------------------------- |
| Nikola Tesla A1                   | 210                    | 1970                      |
| Nikola Tesla A2                   | 210                    | 1970                      |
| Nikola Tesla A3                   | 305                    | 1976                      |
| Nikola Tesla A4                   | 309                    | 1978                      |
| Nikola Tesla A5                   | 309                    | 1979 (modernizowany 2009) |
| Nikola Tesla A6                   | 309                    | 1979                      |
| Nikola Tesla B1                   | 620                    | 1983                      |
| Nikola Tesla B2                   | 620                    | 1985                      |
| Razem Nikola Tesla (na lignit)    | 2892                   | –                         |
| Kolubara A1                       | 32                     | 1956                      |
| Kolubara A2                       | 32                     | 1957                      |
| Kolubara A3                       | 64                     | 1961                      |
| Kolubara A4                       | 32                     | 1961                      |
| Kolubara A5                       | 110                    | 1979                      |
| Razem Kolubara (na lignit)        | 270                    | –                         |
| Kostolac A1                       | 100                    | 1967                      |
| Kostolac A2                       | 210                    | 1980                      |
| Kostolac B1                       | 348                    | 1987                      |
| Kostolac B1                       | 348                    | 1991                      |
| Razem Kostolac (na lignit)        | 1006                   | –                         |
| Novi Sad 1                        | 135                    | 1981                      |
| Novi Sad 2                        | 110                    | 1984                      |
| Razem Novi Sad (na gaz ziemny)    | 245                    | –                         |
| Zrenjanin (na gaz ziemny)         | 110                    | 1989                      |
| Sremska Mitrovica (na gaz ziemny) | 32                     | 1979                      |

## Ciepłownictwo
W 2014 roku w Serbii zużyto 25,990 TJ ciepła. Ciepło wytwarzane jest głównie przez spalanie gazu ziemnego (67%), węgla (21%) i ropy naftowej (11%).
Zużycie ciepła, rok 2014
| Sektor                 | Zużycie [TJ] |
| ---------------------- | ------------ |
| Przemysł               | 8,100        |
| Transport              | 0            |
| Gosp. domowe           | 14,991       |
| Handel i usługi        | 2,899        |
| Rolnictwo i leśnictwo  | 0            |
| Rybołówstwo i rybactwo | 0            |
| Inne                   | 0            |

Po doliczeniu strat (2,951 TJ) i zużycia własnego (1,753 TJ) produkcja brutto ciepła wyniosła 30,694 TJ.

## Węgiel
Węgiel stanowi jedno z ważniejszych źródeł energii w Serbii. W 2014 ponad 91% zapotrzebowania (36,244 Mt) pokryto z produkcji krajowej, głównie węgla brunatnego (lignit) (30,011 Mt węgla i 0,271 brykietu). Serbia wytwarzała też gaz wielkopiecowy (4,821 Mt).
Węgiel brunatny spalany jest przede wszystkim w elektrociepłowniach (50%) i elektrowniach (46,5%).
Serbia posiada duże złoża węgla brunatnego. Potwierdzone rezerwy obejmują 4 mld ton zgromadzonych przede wszystkim w dwóch złożach: Kolubara i Kostolac. Wydobycie w 98% pochodzi z kopalni odkrywkowych. Złoże Kolubara zapewnia 75% surowca zużywanego przez EPS. Dostarcza ponad 30 mln ton węgla rocznie. Kopalnie są własnością spółek zależnych EPS.
Kopalnie węgla:
- odkrywkowe
  - Kolubara
  - Kostolac
- głębinowe
  - Vrška Čuka
  - Ibar
  - Bogovina
  - Soko
  - Jasenovac
  - Šravalj
  - Lubnica
  - Aleksinac
- głębinowe podwodne
  - Kovin

## Gaz ziemny
Zapotrzebowanie na gaz ziemny w Serbii w 2014 roku wyniosło 74,85 petadżuli, z czego zaimportowano 69%.
Zużycie gazu ziemnego, rok 2014
| Sektor                              | Zużycie [TJ] |
| ----------------------------------- | ------------ |
| Przetworzenie na inne formy energii | 31 712       |
| Przemysł                            | 17 991       |
| Transport                           | 327          |
| Gosp. domowe                        | 6631         |
| Handel i usługi                     | 5289         |
| Rolnictwo i leśnictwo               | 1193         |
| Rybołówstwo i rybactwo              | 0            |
| Inne                                | 0            |
| Zużycie nie w celach energetycznych | 4232         |

Rynek gazu ziemnego podlega regulacji. Część odbiorców spełniających określone warunki mogła kupować gaz na wolnym rynku i giełdach, pozostali odbiorcy korzystali ze sprzedaży taryfikowanej. W pierwszej fazie uwalniania rynku kryterium możliwości wolnego zakupu wymagało zużywania powyżej 50 mln metrów sześciennych. Oznaczało to uwolnienie 49,5% rynku. Od lutego 2008 z wolnego rynku mogli korzystać wszyscy odbiorcy, prócz gospodarstw domowych, czyli 90% rynku.
Na rynku hurtowym działa dwóch sprzedawców: NIS i Srbijagas.
W marcu 2013 Serbia podpisała umowę z Gazpromem na dostawę 2,5 mld m³ do 2021 roku.

## Ropa naftowa
Serbia jest importerem netto surowej ropy naftowej. Z importu pochodzi 55% tego surowca. Całość zapotrzebowania, 2,614 Mt, trafiła od krajowych rafinerii. Oprócz tego, importuje przede wszystkim benzynę i olej napędowy (0,487 Mt). Eksportuje niewielkie ilości benzyny/oleju napędowego (0,179 Mt), nafty lotniczej (0,040 Mt) i zwykłej (0,032 Mt).
W od końca 2015 roku Serbia tworzyła strategiczne zapasy ropy naftowej i jej pochodnych, które miały wynieść 14,5 dnia średniego zapotrzebowania.

## Odnawialne źródła energii

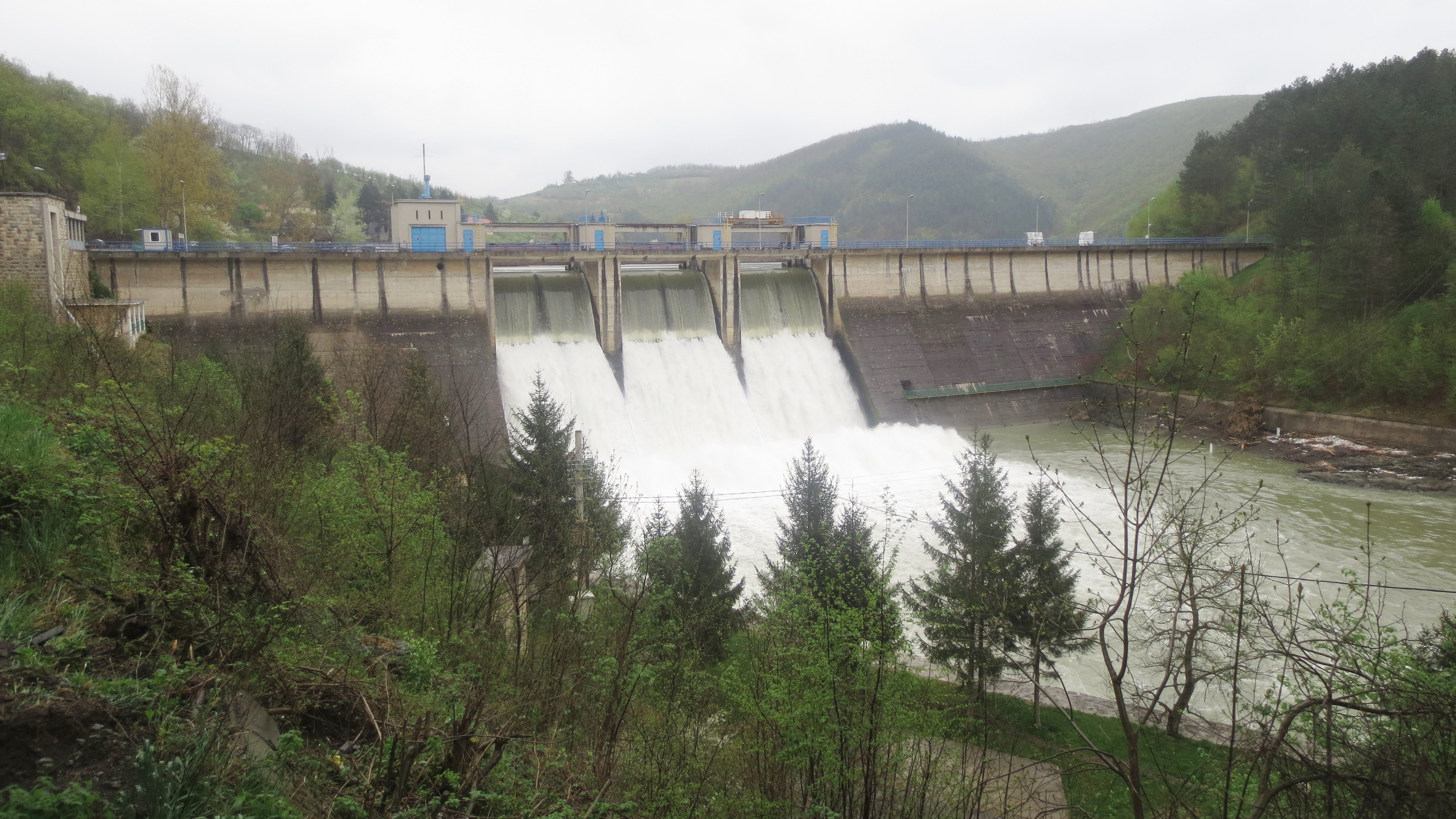
Hydroelektrownia na zaporze Medjurvsje

W bilansie energetycznym Serbii w 2014 roku odnawialne źródła energii stanowiły znaczący odsetek (34% produkcji) jedynie w przypadku produkcji energii elektrycznej.
Z odpadów przemysłowych wytworzono 3 GWh energii elektrycznej i 12 TJ ciepła. Z biopaliw stałych: 1 GWh i 128 TJ. Z biogazu uzyskano 22 GWh energii elektrycznej.
Serbia posiada duży potencjał (4,6 GW) hydroelektryczny, głównie w postaci średnich i małych hydroelektrowni, i wiatrowy (2,3 TWh/rok).

## Instytucje
Od 16 czerwca 2015 w Serbii działa krajowy regulator rynku energetycznego – Serbska Agencja Energii, powołana do życia przez ustawę o prawie energetycznym.